# Équipe de Yougoslavie masculine de water-polo
L'équipe de Yougoslavie de water-polo masculin est la sélection nationale représentant la Yougoslavie dans les compétitions internationales de water-polo masculin. 
Les Yougoslaves sont champions olympiques aux Jeux olympiques d'été de 1968, aux Jeux olympiques d'été de 1984 et aux Jeux olympiques d'été de 1988 et vice-champions olympiques en 1952, 1956, 1964 et 1980.
Ils sont champions du monde en 1986 et 1991 et remportent la Coupe du monde de water-polo en 1987 et 1989.
Ils sont champions d'Europe en 1991.

## Performances dans les compétitions internationales

### Jeux olympiques
- 1980 :  médaille d'argent
- 1984 :  médaille d'or
- 1988 :  médaille d'or
- 1996 : 8e place
- 2000 :  médaille de bronze